# Ahmed Bouden
Pour les articles homonymes, voir Bouden.
Ahmed Bouden est un footballeur international algérien, né le 4 décembre 1938. Il a disputé six matches pour l'équipe nationale algérienne de football de 1964 à 1968. Il a également été nommé dans l'équipe algérienne pour la Coupe d'Afrique des nations 1968.

## Palmarès
- Ligue 1 (1) :
  - Champion : 1963-64.

### En équipe nationale
- participations aux Jeux Africains, depuis 1965

- participations aux Jeux de la Méditerranée, depuis 1967